# Mala Fama, Buena Vidha
A Mala Fama, Buena Vidha a mexikói rapper Dharius második stúdióalbuma, amely 2018. június 22-én jelent meg.

## Az album dalai
1. Mala Fama, Buena Vidha – 4:30
2. Te Gustan Los Malos – 4:06
3. Mala Vibra - 3:46
4. Hey Morra – 3:53
5. Es El Pinche Dharius – 3:01
6. La Durango – 4:10
7. Me Voy A Poner Bien Loco – 4:23
8. Alla por Cd. Juarez – 3:46
9. Ando Bien Amanecido – 2:57
10. Un Camion Lleno de Puras de Esas  – 3:48
11. De Party Sin Ti – 3:14
12. Perro Loco – 3:31